# Phyllomys blainvillii
Espèce
Statut de conservation UICN

 LC  : Préoccupation mineure
Phyllomys blainvillii est une espèce de rongeurs de la famille des Echimyidae. Ce petit mammifère est un rat épineux arboricole. Endémique du Brésil, on ne le rencontre que dans des forêts situées au nord est de ce pays.
Cette espèce a été décrite pour la première fois en 1837 par le naturaliste français Claude Jourdan (1803-1873). Elle a été nommée ainsi en hommage au zoologiste et anatomiste français Henri-Marie Ducrotay de Blainville.
Synonymes :
- Echimys blainvillei (Jourdan, 1837)[1]
- Echimys blainvillei (F. Cuvier, 1837)[2]
- Phyllomys blainvilii (Jourdan, 1837)[2]
- Loncheres blainvillei Wagner, 1840[2]
- Nelomys blainvilii Jourdan, 1837[2]